# 阳寿小片
阳寿小片（根据《中国语言地图集》、《汉语官话方言研究》）是冀鲁官话沧惠片的一个分支，分布在山东省北部。该小片北邻冀鲁官话沧惠片黄乐小片，西与东北为章利片，东南为胶辽官话。

## 特征
1. 知系字一般合读 /ʈʂ/ 组，只有靠近胶辽官话的潍坊（新派已不分）和寿光的部分地区二分。这是与黄乐小片的主要区别。
2. 除博兴外都是4个声调。博兴有3个调类，阳平读上声。
3. 东部的博兴、广饶、寿光、潍坊、昌乐可以在轻声前区分出清入字，这是受章利片的影响。此外，这些地方宕江摄入声字读 /uo, ye/，与聊泰小片的济南及其以东一致，与阳寿小片的西部和章利片都不相同。